# Plebejus postcleomenes
Plebejus postcleomenes är en fjärilsart som beskrevs av Ruggero Verity 1946. Plebejus postcleomenes ingår i släktet Plebejus och familjen juvelvingar. Inga underarter finns listade i Catalogue of Life.